# Коппола, Пьеро
Пьеро Коппола (итал. Piero Coppola; 11 октября 1888, Милан — 17 марта 1971, Лозанна) — итальянский пианист, дирижёр, композитор.

## Биография
Родился в семье оперных певцов, тенора Винченцо Копполы и сопрано Терезы Анджелони. Начал учиться музыке у своей матери в возрасте шести лет. Окончил Миланскую консерваторию по классам фортепиано (1909, у Джеллио Коронаро) и композиции (1910, у Винченцо Феррони).
В 1909 г. дебютировал как дирижёр в туринском Королевском театре оперой Жюля Массне «Манон». Затем работал в миланском театре Ла Скала ассистентом дирижёра Туллио Серафина, осваивая дирижёрское мастерство под его руководством; под управлением Серафина в 1915 г. состоялась также премьера двух написанных Копполой симфонических поэм. В 1910 г. в ходе репетиций оперы Джакомо Пуччини «Девушка с Запада» был замечен композитором и по его приглашению в следующем году продирижировал постановкой этой же оперы в Модене и Флоренции. Посещение музыкальной программы Всемирной выставки 1911 года в Турине, где Коппола впервые услышал произведения Клода Дебюсси под управлением автора, оказало на молодого дирижёра заметное влияние.
Затем Коппола работал, преимущественно с оперным репертуаром, в Бельгии (1913, осуществил национальную премьеру «Девушки с Запада» в театре Ла-Монне), Великобритании (1914), Норвегии (1915—1917, сопровождал с оркестром ранние выступления Кирстен Флагстад) и Дании (1918—1919). С 1923 г. в Париже, до 1934 г. возглавлял французское отделение звукозаписывающей компании His Master’s Voice. На рубеже 1920—1930-х гг. осуществил значительное количество аудиозаписей, из которых особое признание получили записи произведений Дебюсси и Мориса Равеля (в том числе самая первая запись Болеро, 1930); кроме того, Коппола впервые записал Симфонию Сезара Франка (1924, с камерным составом в 30 исполнителей), оперу Жоржа Бизе «Кармен» с труппой Опера-комик (1926) и Третий фортепианный концерт Сергея Прокофьева с Лондонским симфоническим оркестром и самим композитором в партии фортепиано (1932).
После 1939 г. жил в Лозанне. Спорадически дирижировал различными швейцарскими коллективами, включая Оркестр романской Швейцарии и Лозаннский камерный оркестр. После окончания Второй мировой войны был приглашён возглавить Оркестр концертного общества Парижской консерватории, но отказался, поскольку для этого нужно было перейти во французское гражданство. Последнюю запись осуществил в 1948 г., записав кончерто гроссо Георга Фридриха Генделя, Первую симфонию Роберта Шумана и Симфонические танцы Эдварда Грига. В общей сложности записал около 500 дисков. В последний раз встал за пульт в 1962 году в Турине, чтобы продирижировать собственной музыкой.
Был дважды женат, и оба раза на певицах: на Лине Равелли, а после её смерти в 1958 году — на Розине де Форти.

## Произведения
В оперном жанре Коппола начал работать как композитор сразу по окончании консерватории, начав с оперы «Сюннёве» (итал. Synnove; 1910) по раннему роману Бьёрнстьерне Бьёрнсона. За ней последовали опера «Никита» (итал. Nikita; 1914, по А. С. Пушкину, либретто Ч. Лодовичи), пантомима с пением «Сад наслаждений» (фр. Le jardin des caresses; 1933), оперы «Предмет любви» (фр. L'objet aimé; 1937, по пьесе Альфреда Жарри), «Мигель Маньяра» (1940, по драме О. Милоша), «Муж Алины» (итал. Il marito d'Alina; 1942), «Истина в колодце» (итал. La verità nel pozzo; 1944, по мотивам Боккаччо). Кроме того, написал симфонию ля минор (1926) и ряд других оркестровых произведений, среди которых выделяется симфоническая поэма «Хоровод под колоколом» (фр. La ronde sous la cloche; 1925, по мотивам стихотворения в прозе Алоиза Бертрана), «Поэму» для фортепиано с оркестром (1930), песни на стихи французских поэтов XV—XVII веков и на классические арабские стихотворения в переложениях Франца Туссена. Опубликовал книгу воспоминаний «Семнадцать лет парижской музыки: 1922—1939» (фр. Dix-sept ans de musique à Paris, 1922-1939; 1944, второе издание 1982) и сборник занимательных историй из музыкальной жизни «Ужасы короля Марка» (фр. Affres du Roi Marke; 1946, переизданы в 2007 г. Ж. Ф. Наварром).